# Oferta agregada

Curva de oferta agregada escalonada en tres gamas: keynesiana, intermedia y clásica.

En la teoría macroeconómica, la oferta agregada es la oferta total de bienes y servicios que el conjunto de las empresas planean poner a la venta en la economía nacional durante un período específico. La función de oferta agregada muestra la cantidad total de bienes y servicios que las empresas están dispuestas a vender, en función del nivel de precio existente en una economía, permaneciendo constantes todas las demás variables de la misma. Esta cantidad depende de los precios que las empresas perciben por los bienes y de las cantidades que deben pagar por el trabajo empleado y otros factores de producción.
La diferencia con el PBI (Producto Interno Bruto) es que el PIB mide la producción total de bienes y servicios de un lugar y un tiempo determinado, y la oferta agregada mide la producción que planean en un tiempo determinado.
Esta curva recoge la relación existente entre el nivel de producción ofrecido por las empresas y el nivel de precios.
La pendiente de esta curva es positiva: si aumentan los precios las empresas ofrecen más (aumentarán la producción).
Esta pendiente positiva se considera que se da cuando se analiza el comportamiento de la economía en el corto-medio plazo. Siendo la postura defendida por una escuela económica denominada "Modelo de Síntesis" (este nombre le viene porque sirve de enlace entre el análisis del corto, escuela keynesiana, y el largo plazo, escuela clásica).
Esta pendiente positiva se puede explicar a partir del funcionamiento de la curva de Phillips: si aumenta la producción (disminución del desempleo), los precios suben.
El juego de la oferta agregada y la demanda agregada determinan a corto plazo el nivel de producción, el empleo y el nivel de precios de la economía de un país. Sin embargo, el crecimiento de la economía a largo plazo, en un periodo de más de diez años, depende más de la oferta agregada. La distinción entre la oferta agregada a corto plazo y a largo plazo es una cuestión fundamental en la macroeconomía, mientras que a corto plazo el equilibrio y las oscilaciones producidas dependen conjuntamente de la oferta y la demanda agregada; a largo plazo lo fundamental y determinante es el crecimiento de la oferta agregada, pasando a un segundo plano la demanda agregada.

## Análisis
En el caso particular keynesiano, la oferta agregada tiene una pendiente positiva, lo cual indica que a un mayor nivel de precios que los consumidores estén dispuestos a pagar, las empresas producirán cada vez más para satisfacer la demanda existente, y viceversa. 
Como este modelo keynesiano implica que existe desempleo en la economía, las empresas pueden aumentar su producción contratando más trabajadores, sin aumentar fuertemente el precio de los salarios nominales de éstos, debido a la alta disponibilidad de empleados en la economía. A corto plazo los salarios son rígidos, no varían, lo que hace que tampoco lo hagan los precios de los productos (se supone que las empresas fijan sus precios añadiendo un margen a sus costes de producción, donde los procedentes de la mano de obra tienen un peso decisivo).
Las empresas estarán dispuestas a ofrecer todo aquello que se les demande al nivel de precios existente, no van a tratar de subir los precios.
En el corto plazo, la curva tiende a ser casi plana u horizontal. Se puede comprobar que en épocas de recesión, un aumento de la demanda agregada casi no influye en un aumento en el nivel de precios. Sin embargo, a medida que se recupera la economía y se dirige a lo que se conoce como el nivel de renta o PIB potencial (ideal), la curva de oferta agregada aumenta su pendiente hasta el punto en que las empresas tienen todos sus factores productivos en máximo empleo, con todos los trabajadores empleados, por lo tanto, ya no podrían producir más del nivel máximo potencial.  
Esto lleva a la curva de oferta agregada a volverse vertical, llegando al modelo opuesto al keynesiano; el modelo clásico o de pleno empleo de los factores productivos, donde solamente un shock positivo en la oferta agregada, como por ejemplo, una disminución en los costos de sus materias primas, mejoras en la tecnología, y otras variables, pueden hacer que ésta se desplace a su derecha, con el fin de poder producir más allá del PIB potencial y por ende poder aumentar el nivel de renta de la economía.

## Perturbaciones de la oferta
Una perturbación de la oferta es una perturbación que afecta a la economía y cuya primera consecuencia es un desplazamiento de la curva de oferta agregada. En la década de 1970, la curva de oferta agregada se desplazó como consecuencia de la Crisis del petróleo de 1973 y 1979, que elevaron los costes de producción y los precios a los que las empresas estaban dispuestas a vender sus productos. Estas perturbaciones desplazaron la curva de oferta agregada en sentido ascendente y hacia la izquierda, debido a que en ese momento el coste de producción era más alto en todos los niveles de producción. Se alcanza un nuevo punto de equilibrio que supone una subida del nivel de precios y una reducción del nivel de producción y por tanto una ascenso del desempleo, es por tanto doblemente negativa al provocar la subida de precios y del desempleo, este fenómeno es conocido como estanflación.